# 11 Leonis Minoris

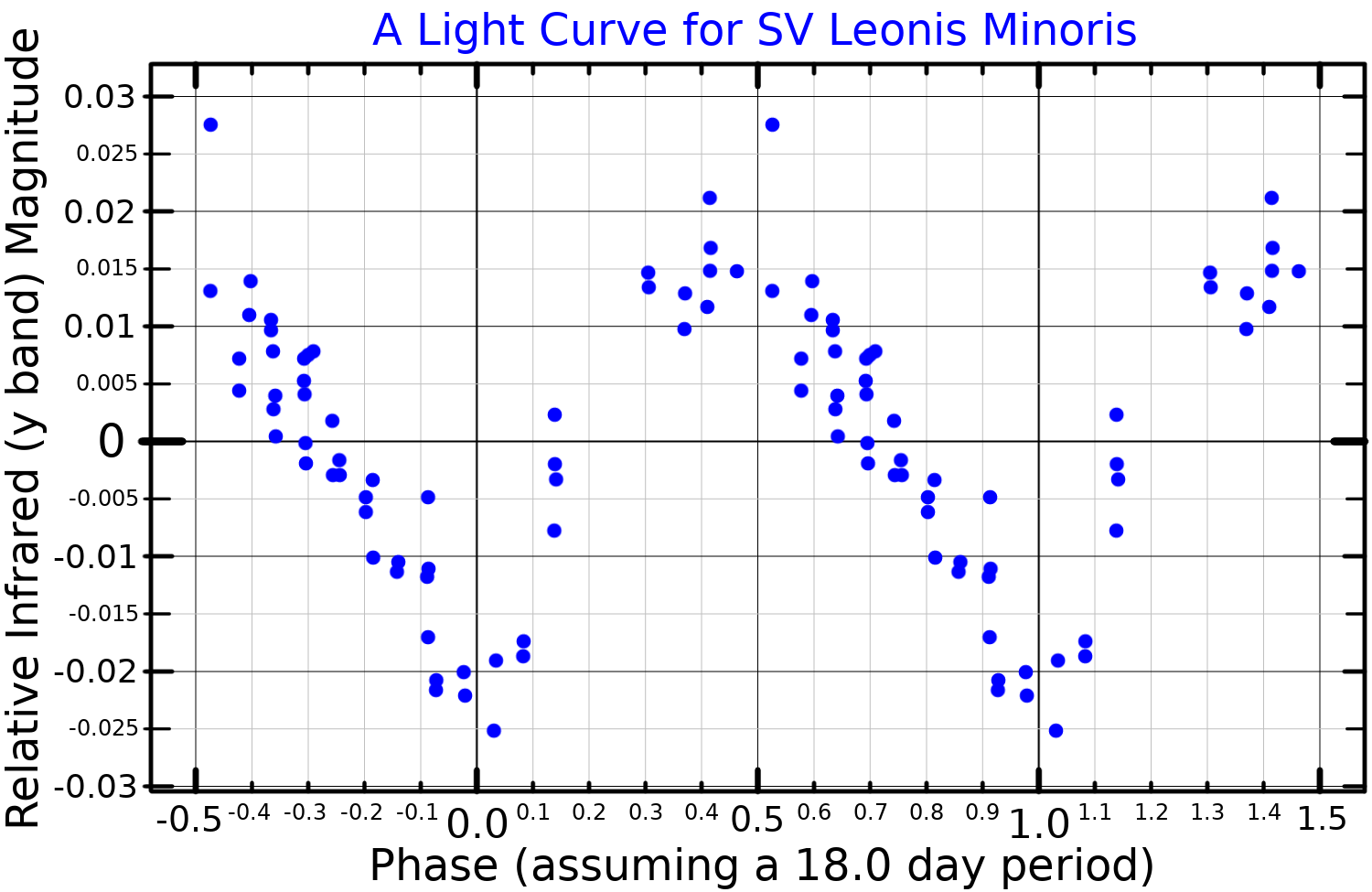
Lichtkromme van 11 LMi

11 Leo Minoris is een tweevoudige ster met een spectraalklasse van G8.V en M5.V. De ster bevindt zich 36,64 lichtjaar van de zon.